# Pfarrkirche Krumbach (Niederösterreich)

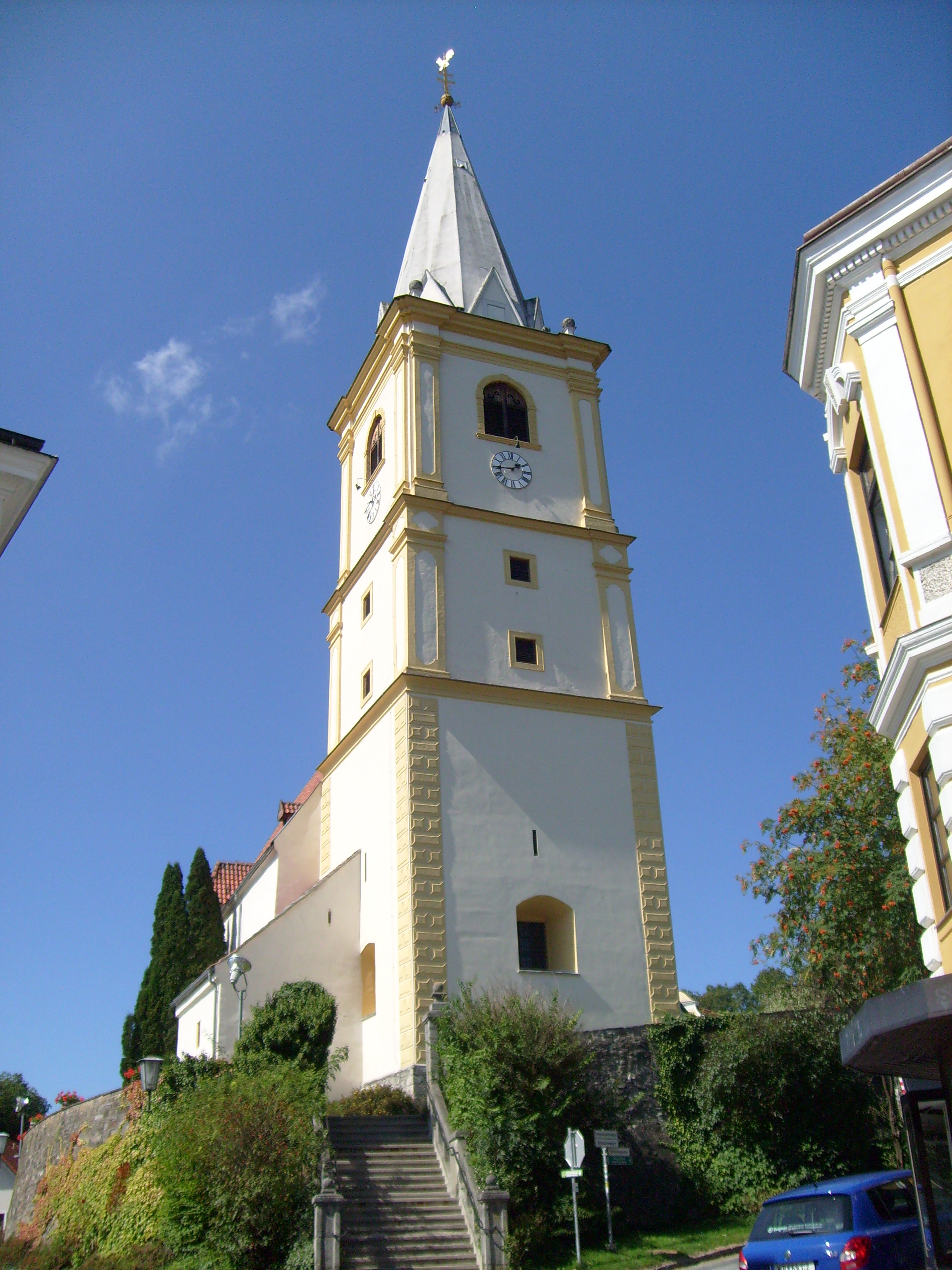
Pfarrkirche St. Stephan in Krumbach

Die römisch-katholische Pfarrkirche Krumbach steht in der Gemeinde Krumbach im Bezirk Wiener Neustadt-Land in Niederösterreich. Die auf den heiligen Stephan geweihte Kirche gehört zum Dekanat Kirchschlag im Vikariat Unter dem Wienerwald der Erzdiözese Wien. Die ehemalige Wehrkirche steht unter Denkmalschutz.

## Geschichte
In der 1254 durch Abtrennung von der Pfarre Edlitz entstandenen Pfarre wurde um 1281 diese Kirche errichtet. Um 1400 erhielt sie einen gotischen Turm, der bei einem Umbau 1888 sein heutiges Aussehen erhielt, sowie Pfeiler und Pechnasen. Damit konnte sie 1683 gegen die Türken und Anfang des 18. Jahrhunderts gegen Kuruzzeneinfälle verteidigt werden. Eine zinnenbekrönte Wehrmauer ist bis um 1820 belegt. Im 17. Jahrhundert wurde der Innenraum umgestaltet (Tonnengewölbe und Wandpfeiler) und nochmals 1842/43 um einen Anbau erweitert.
Die Inneneinrichtung stammt aus dem 17. und 18. Jahrhundert. Der Hochaltar zeigt die Steinigung des Heiligen Stephanus, flankiert von Statuen der Heiligen Barbara und Katharina. Außerdem befindet sich ein Gnadenbild Maria Landshut am Hochaltar, das früher ein beliebtes Ziel von regionalen Wallfahrten war.
Der rechte Seitenaltar zeigt die Heiligen Sebastian und Rochus am Altarblatt und die Heilige Agatha in einem Medaillon darüber. Der linke Seitenaltar ist unter dem Namen Marien- oder Familienaltar bekannt und stellt die Heilige Familie am Altarblatt sowie die Heiligen Anna und Joachim als Statuen dar.
An der linken Kirchenwand befindet sich außerdem der Grabstein der Familie Joachim Francesco, Burgverwalter Mitte des 17. Jahrhunderts und Stifter des rechten Seitenaltars (1650).

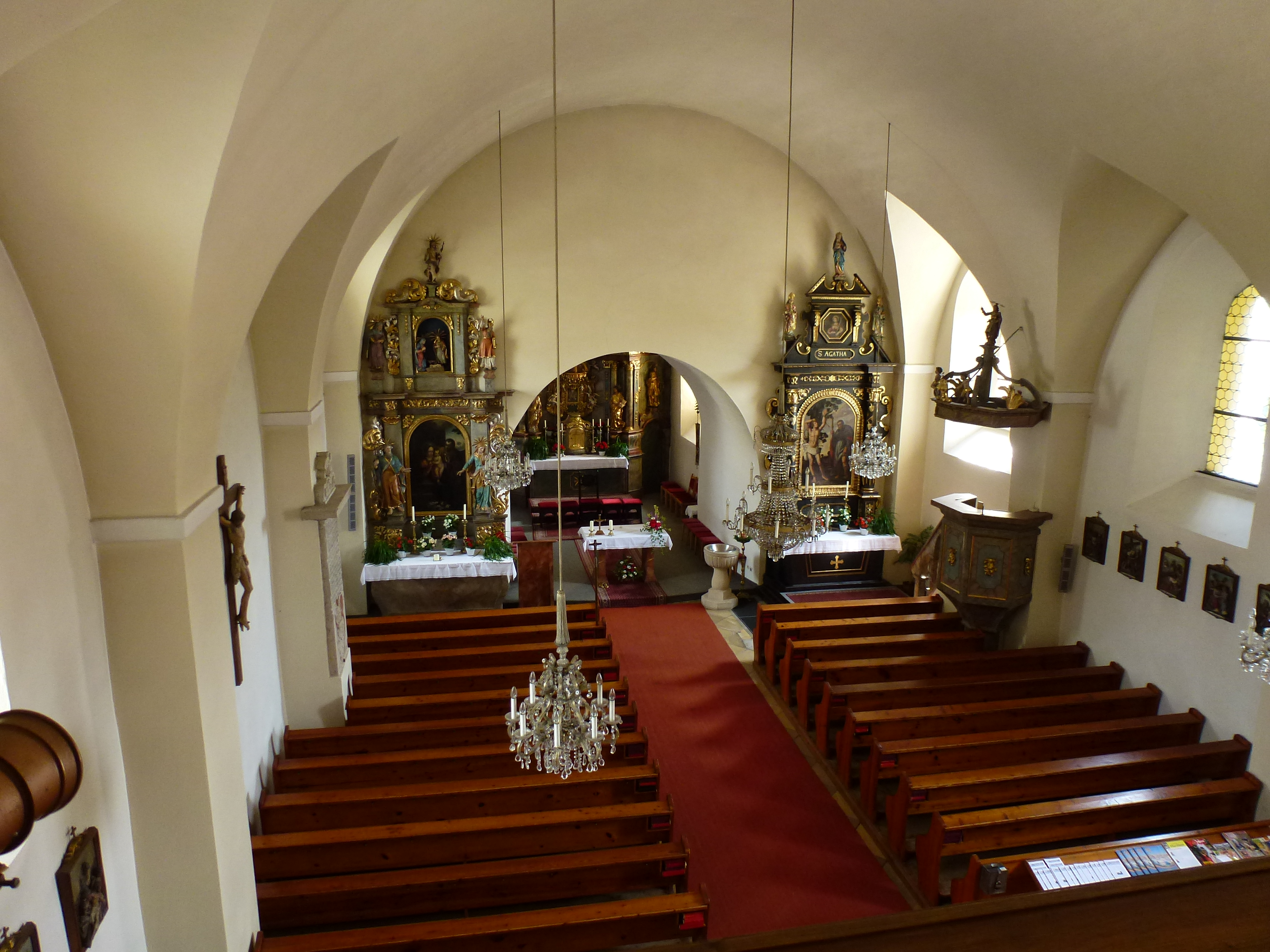
Innenraum von der Empore

Die Orgel auf der Chorempore stammt aus dem Jahr 1898, wurde mehrfach verändert und schließlich im Jahr 1997 wieder in den Originalzustand zurückversetzt. Gebaut wurde sie von der Orgelbaufirma Mauracher, gestiftet von Dechant Severin Zecha der 1871 bis 1898 Pfarrer von Krumbach war.
Die Kirche von Krumbach ist Station des Mariazeller Weges und Teil der Wehrkirchenstraße in der Buckligen Welt.